# Mireille Gros
Mireille Gros (* 28. März 1954 in Aarau) ist eine Schweizer Künstlerin vorwiegend in den Bereichen Zeichnung, Malerei, Druckgrafik, Videokunst, Fotografie und Künstlerbuch.

## Leben
Mireille Gros schloss 1980 ihr Studium an der Schule für Gestaltung Basel ab und studierte danach zwei Jahre bei Vito Acconci und Hans Haacke an der Cooper Union, NYC.
Seit ihrer ersten öffentlichen Präsentation 1978 im Kunsthaus Aarau folgten nationale und internationale Ausstellungen, u. a. Drawing Center in New York, der Kunsthalle Basel, im Kunstmuseum Basel, der Graphischen Sammlung der ETH Zürich, 2001 hatte sie ihre erste grosse Einzelausstellung im Kunstmuseum Bern und Musée Jenisch in Vevey.
Mireille Gros lebt in Basel und Paris.

## Arbeitsweise
Mireille Gros sucht fliessende Übergänge zwischen den Medien und Verfahren. Arbeiten entstehen für sich, in Serien oder als Arbeitsrecherche auch über Jahre oder Jahrzehnte. Als Ausgangslage dient weder Theorie, Konzept noch eine bestimmte Idee. Alle Ideen werden auf derselben Ebene gehalten ohne eine bestimmte Idee zu bevorzugen, um so lange wie möglich offen zu sein für den Gang der Natur. Sie selbst beschreibt ihre Arbeitsweise inspiriert von einem Chinaaufenthalt als «Inborn Nature», die innere uns angeborene Natur. Ihre Arbeiten sind, nebst der Frage nach dem Ursprung und Vorgängen der Natur, geprägt von Reisen, einem längeren Aufenthalt an der Elfenbeinküste, später folgten Reisestipendien nach Mali und China.

## Werkzyklen (Auswahl)

### «Fictional Plants» (seit 1993)
Seit ihrem ersten Aufenthalt im letzten Primärurwald Westafrikas, im Parc national de Taï, in der Elfenbeinküste, seit dem Miterleben der vielfältigen und viel grösseren Artenvielfalt als der europäischen, seit dem Bewusstwerden dieser bedrohten Fragilität, erfindet Mireille Gros eigene Pflanzenspezien. Während täglich mindestens eine Pflanzenart für immer ausstirbt, lässt Mireille Gros mit ihrem Arbeitszyklus Fictional Plants fiktive, gezeichnete Pflanzen auf unterschiedlichen Papieren wachsen.

### «Archives intimes» (1987–2018)
Während 30 Jahren entstand ein Gros an 144 nummerierten kleinen Büchern aus Fotografien, Karten-, Papierausschnitten, getrockneten Pflanzen, Zeichnungen und Aquarellen. Dieser Fundus dient ihr nicht nur zur Aufbewahrung von Eindrücken und persönlichen Erinnerungsstücken, sondern ist eine wichtige Inspirationsquelle, auf die sie immer wieder zurückgreift. 
«Meine Bücher schöpfen aus dem Chaos oder entstehen zumindest absichtsfrei und absichtsfroh. Eine Art Ordnung entsteht im Moment der Entscheidung: Soll ich diese Bilder in die Bücher einkleben oder wegwerfen? Obwohl diese Entscheidungen eher unbewusst getroffen werden, stelle ich über einen gewissen Zeitraum hinweg fest, dass es jeweils ähnliche Bilder sind, die ich aufbewahre, dass eine Art neue Ordnung geschaffen wurde.»

## Einzelausstellungen (Auswahl)
- 2022 Dschungelergänzungen, Franz Gertsch Museum Burgdorf, CH (Katalog Modo Verlag Freiburg, D)
- 2022 Vielfalt der ARTen, Kunsthaus Zofingen, CH Fictional plants, Dock Basel, CH
- 2021 Pour un herbier: L'herbier imaginaire, CHUV, Lausanne, Kuratorin Karine Tissot, CH
- 2020 The fictional plant Biodiversity project, Aff space, Bern, CH Seasons_Fictional Plants, Ronewa, Berlin Bangkok, D
- 2019 Step into this river _ you will see the past and the future, Espace St. Michel, Paris (Duo mit Yuan Shengwen)
- 2017 Archives intimes, Kabinettsausstellung, Kunstmuseum Basel
- 2016 Paysage intérieurs lumières rasante, Anton Meier Galerie, Genf, CH, (Kat.)
- 2016 Time Line, Hauser Gallery, Zürich CH
- 2014 Ouvrir les archives, Graphische Sammlung der ETH Zürich (Kat.)
- 2010 The use of the useless, Kunsthaus Baselland, CH
- 2008 Tiden Wetter und anderes, Museum Langmatt, Baden, CH
- 2007 La belle voisine, MAPRA, Lyon; GAC Annonay; CACL Lacoux; Hauteville-Lompnes, F
- 2005 Alliances française Buenos Aires, Argentinien + Montevideo, Uruguay
- 2003 Mira Suiza, Circolo de bellas artes, Madrid, Spanien (Katalog)
- 2002 Émergence Musée Jenisch Vevey, CH (Katalog)
- 2001 Émergence Kunstmuseum Bern, CH (Katalog)
- 1994 Réserves Naturelles, Projekt Schweiz II, Kunsthalle Basel, CH (Kat.)

## Ausstellungsbeteiligungen (Auswahl)
- 2018 Art Paris, 25 schweizerischer Videokünstlerinnen, kuratiert Karine Tissot, Paris, F
- 2018 Blinde Passagiere, Aargauer Kunsthaus Aarau, CH (Kat.)
- 2017 Ewige Gegenwart, 150 Jahre Grafische Sammlung ETH im Helmhaus Zürich, CH
- 2015 Triennale de l’art imprimé contemporain, Musée des Beaux-arts Le Locle, CH (Kat.)
- 2014 Unikat Unicum, artists‘ books, Schweizerische Nationalbibliothek, Bern
- 2013 Tout est là, Pavillon Carré de Baudouin, Paris, F
- 2012 Drawing a line in the sand, Peter Blum Gallery, NYC, USA
- 2012 La commande contemporaine de la chalcographie du Louvre, Musée du Louvre, Paris, F
- 2011 Les nomminés du Prix Canson, Hotel de Sauroy, Paris, F
- 2011 Memory and identity, MK2 Art Space Beijing, Volksrepublik China, (Kat.)
- 2010 Felicità, Centre Pasqu'art, Biel, CH (Kat.)
- 2010 Art Beijing, Beijing, Volksrepublik China
- 2005 Im Reich der Zeichnung, Aargauer Kunsthaus, Aarau, CH
- 2005 A peau de fleur – le dessin à l’épreuve, Galerie Eric Dupont Paris, F
- 2002 Uniques, Cabinet cantonal des estampes Vevey, CH (Kat.)
- 2002 Art Film Basel, Stadtkino, Art Basel, CH
- 2000 Art Film Basel, Stadtkino Basel, Art Basel 31, CH
- 1999 Zum Dank an Dieter Koepplin Kunstmuseum Basel, CH  (Kat.)
- 1999 Art Film Basel 30, Stadtkino, Art Basel, CH
- 1996 Aquarelle, Werke aus dem Kupferstichkabinett Basel, Kunstmuseum Basel, CH
- 1995 Neuerwerbungen und Geschenke, Kupferstichkabinett, Kunstmuseum Basel, CH
- 1989 Höhe mal Breite mal Farbe, Kunsthaus Aarau, Aarau, CH (Kat.)
- 1988 Line and Image, ICI, Santa Fe Community College; Bass Museum of Art, City of Miami Beach; University of Arizona Museum of Art, Tucson, USA (Kat.)
- 1983 Selection 22, Drawing Center, New York, USA
- 1981 Prospect, Raum für aktuelle Schweizerkunst, Luzern, CH (Kat.)

## Sammlungen (Auswahl)
- Aargauer Kunsthaus Aarau
- Christoph Merian Stiftung, Basel
- FMAC (Fonds municipal d’art contemporain de la Ville de Paris)
- FRAC Alsace (Fonds regional d’art contemporain)
- Graphische Sammlung der ETH Zürich
- Kunstkredit Baselland
- Kunstkredit Basel-Stadt
- Kunstmuseum Basel, Kupferstichkabinett
- Kunstmuseum Bern
- Kunstsammlung der Stadt Baden
- Kunstmuseum Le Locle
- Kunstsammlung der Genossenschaft Migros Aare
- Kunst(Zeug)Haus, Rapperswil-Jona
- La Chalcographie du Louvre, Musée du Louvre, Paris
- Médiathèque Valais, Sion
- Musée Jenisch, Cabinet des Estampes, Vevey